# Дука аль-Руми
Дука аль-Руми (араб. ذوكه الرومي‎ Dzūka al-Rūmī, буквально Дука римлянин; IX век — 919) — византийский грек-мусульманин, служивший в Аббасидском халифате в качестве губернатора Египта в 915—919 годы.

## Биография
Он был назначен наместником Египта в 915 году главнокомандующим Аббасидов Мунисом аль-Музаффаром в рамках его усилий по стабилизации ситуации в стране и изгнанию вторжения Фатимидов, захвативших Александрию. В то время Дука находился в Алеппо и прибыл в Египет в конце августа, сменив Такина аль-Хазари. Первая попытка Фатимидов захватить Египет закончилась неудачей благодаря вмешательству Муниса, но вскоре Фатимиды начали строить планы второго штурма, начав с захвата Барки после 18-месячной осады в 917 году. У Фатимидов, очевидно, были сторонники в Египте, поскольку египтяне с начала IX века стали негодовать на правление из Багдада; Дука был вынужден казнить нескольких человек за переписку с правителем Фатимидов Убайдаллахом аль-Махди и его сыном Мухаммадом аль-Каимом Биамриллахом.
Хотя Дука усилил гарнизон Александрии после разграбления Барки, прибытие экспедиционных сил Фатимидов в июле 919 года застало его врасплох. Правитель города, сын Дуки Музаффар, бежал вместе со своими помощниками и большей частью населения, оставив город на разграбление. Усилия Дуки по отражению нового вторжения были затруднены нежеланием провинциального гарнизона в Фустате сражаться, усугубляемым постоянными задержками с выплатой жалованья, что вынудило его поначалу полагаться на добровольцев. Тем не менее, он быстро принял меры для обеспечения безопасности Гизы, расположенной через Нил от Фустата, построив там форт. Вскоре после этого, однако, прибыл новый финансовый администратор Египта, аль-Хусейн аль-Мадараи, с достаточным количеством средств, чтобы выплатить регулярным войскам их задолженность.
Дхука умер 11 августа 919 года, и его преемником стал его предшественник Такин, который прибыл, чтобы занять свой пост в январе. Вмешательство Муниса в следующем году снова спасло Фустат и изгнало Фатимидов из страны.